# Yula imray
Yula imray là một loài bướm đêm trong họ Noctuidae.